# Antonio Pezzolo
Antonio Pezzolo (Santo André, 6 de janeiro de 1914), em Santo André (São Paulo). Formou-se bacharel e licenciado em Matemática, Engenharia Civil, Direito e Sanitário, Economista e Atuário. Casou-se com a Sra. Letícia Beatriz Aguilar Pezzolo (guatemalteca) em 1958, que sempre colaborou em toda sua vida politica, na assistência social em Santo André.  
Foi vereador no triênio 1952 a 1955 e vice-prefeito do governo de Pedro Dell’Antonia. Foi eleito prefeito de Santo André (São Paulo) em 1973. Criou o CICPAA -  Comissão Inter Municipal de Controle de Poluição das Águas e do Ar - em 1968 e foi seu 1º. Diretor. O CICPAA eventualmente se transformou na Cetesb.  O parque Antonio Pezzolo foi assim nomeado dado o foco do trabalho do prefeito em relação à natureza.
Como prefeito teve uma visão urbanística da cidade, implantando o plano diretor juntamente com o Dr. Celson Ferrari, buscando incentivos para implantação de novo sistema viário visando o crescimento da cidade de Santo André nos próximos 30 anos, e implantado os sistemas de vizinhança e zoneamento da cidade, sendo pioneiro nesta implantação. 
Fez parte da realização e construção da Avenida Perimetral no centro da cidade de Santo André.
Promoveu a desapropriação das grandes áreas verdes da cidade, como o Parque do Pedroso e o Parque Prefeito Celso Daniel.
Foi primeiro diretor da Sociedade de Cultura Artística de Santo André (São Paulo) (Scasa).
Devido a sua proximidade com a colônia japonesa, recebeu a comenda do Imperador do Japão e tem uma sala com seu nome no Bunka.  
Criou a CETESB em 1968 e foi seu 1º. Diretor. Faleceu em 21/03/1995.